# Криза основ математики
Криза основ математики — термін, що позначає пошук фундаментальних основ математики на межі XIX та XX століть.

## Початок кризи
Теоретико-множинний підхід Кантора (наївна теорія множин), що отримав широкий розвиток наприкінці XIX століття, здавалося, дозволив звести всі галузі математики на його фундаменті. Він дозволив виразити в термінах цієї теорії всі основні математичні поняття. Можливість побудови математики на теоретико-множинному фундаменті Гільберт охарактеризував як «рай для математиків», а вже побудовану на цій основі частину математики називав «симфонією нескінченного».
Однак захоплення змінилося розпачем, коли були виявлені парадокси теорії множин.
Сутність парадоксів полягає в тому, що за допомогою логічно правильних міркувань вдається обґрунтувати (довести засобами даної теорії) одночасно деяке твердження та його заперечення, тобто протиріччя. Це означає суперечливість даної теорії, тобто в ній можна довести будь-яке твердження.

## Шляхи усунення парадоксів
З метою уникнення деяких парадоксів було запропоновано обмежити принцип згортання — поширену математичну конструкцію, що дозволяє утворювати множини за допомогою тих чи інших властивостей об'єктів.

### Принцип згортання
Принцип згортання полягає в тому, що для будь-якої властивості {\displaystyle {\mathcal {P}}} вважається існуючою множина, що складається з тих і тільки тих об'єктів, які мають властивість {\displaystyle {\mathcal {P}}}. Формально:
{\displaystyle \exists M(x)(x\in M\leftrightarrow P(x))}
де {\displaystyle {\mathcal {P}}} — довільна множина.

### Обмежений принцип згортання
В обмеженому принципі згортання, до умови {\displaystyle {\mathcal {P}}(x)} додається умова, згідно з якою елементи {\displaystyle {\mathcal {M}}} беруться з деякої заданої множини {\displaystyle {\mathcal {E}}}, існування якої виведено з деякого («надійного») списку аксіом. Формально обмежений принцип згортання можна записати наступним чином:
{\displaystyle \exists M(x)(x\in M\leftrightarrow P(x)\land x\in E)}

## Критика принципів основ математики
Однак позбавлення від виявлених парадоксів не гарантувало теорію множин від появи нових парадоксів. Тому, «криза основ математики» і надалі залишалася. Перед математиками стояло завдання переосмислення логічних засобів, що використовуються в математичних міркуваннях, їх надійності та їх відповідності суті математики.
Гарантувати неможливість протиріч у математичній теорії міг лише доказ несуперечності цієї теорії.
Сутність кризи не вичерпувалася тільки парадоксами, а полягала також у наступному.
- Серед математиків намітилися істотні розбіжності в поглядах на теоретико-множинні та логічні принципи, що використовувались у математиці.
- Виникли розбіжності в поглядах на вибір шляхів позбавлення від парадоксів.
- Існували принципові труднощі обґрунтування несуперечливості математики, багато з яких не подолано й досі.

### Критика деяких теоретико-множинних принципів

Згідно з теоремою Банаха-Тарського можна «розбити» кулю на шматки і зібрати з них дві таких же кулі.

Критика передусім була спрямована на абстракцію актуальної нескінченності.
Іншим теоретико-множинним принципом, що викликав численні суперечки серед математиків, стала аксіома вибору. Суперечки навколо аксіоми вибору були викликані, з одного боку очевидністю твердження, а з іншого — неефективністю розуміння існування множини вибору, а також несподівані результати, одержані з її використанням (див. парадокс Банаха—Тарського). Варто відзначити, що незважаючи на явне протиріччя між твердженням теореми й повсякденним досвідом, дане твердження не є парадоксом.

### Критика деяких логічних законів
Основними об'єктами критики стали такі логічні закони, як закон виключення третього {\displaystyle A\vee \neg A,} закон зняття подвійного заперечення {\displaystyle \neg \neg A\rightarrow A}, а отже і побудований на ньому метод доведення від супротивного.

## Поява логічних шкіл
У результаті різних поглядів на використання логічних і теоретико-множинних принципів, а також різних поглядів на шляхи виходу з кризи сформувалися різні математичні школи, що протистояли один одному.
Лідируючою школою була  формалістська, з її лідером Гільбертом. Свої ідеї він зібрав у так званій «Гільбертовій програмі», що передбачала обґрунтувати математику на невеликому логічному базисі, що міститься в фінітизмі.
Основним противником даної школи була школа інтуїціоністів, що заперечувала можливість використання подвійного заперечення і яка вважала неприпустимим прийняття принципу абстракції актуальної нескінченності. Очолював школу Лейтзен Егберт Ян Брауер. Брауер відкидав формалізм як безглузду гру з символами. В 1920 році Гільберт домігся виключення Брауера, якого він вважав загрозою математиці, з групи редакторів Mathematische Annalen, головного математичного журналу того часу.
Однак теореми Геделя про неповноту, доведені в 1931 році, показали, що ключові аспекти програми Гільберта не можуть бути досягнуті.
Гедель показав, як побудувати для довільної несуперечливої рекурсивно аксіоматизованої системи (досить сильної, щоб аксіоматизувати арифметику натуральних чисел), твердження, для якого може бути показана його правдивість, але яке не може бути доведене в цій системі. Таким чином, стало зрозуміло, що математичні основи не можуть бути зведені до суто формальної системи, як передбачалося у гільбертовій програмі, яка передбачала, що несуперечність може бути встановлена фінітичними засобами.
У той же час, інтуїціоністська школа не привернула до себе постійних послідовників серед активних математиків через проблеми конструктивної математики.

## Висновок
Розбіжності серед математиків з приводу логічних законів, що використовуються в математиці, свідчили про необхідність вивчення логічних засобів та їхнього перегляду. Ці розбіжності сприяли створенню «некласичних логік». Найважливішою з них є інтуїціоністська логіка.
Криза все ще не пройдена, але затихла. Більшість математиків у роботах використовують несуперечливість системи ZFC, найпопулярнішої аксіоматичної системи.
| Сигма | Це незавершена стаття з математики. Ви можете допомогти проєкту, виправивши або дописавши її. |